# Collegium medicum
Collegium medicum var en dansk sundhedsmyndighed under enevælden.
I 1740 blev Collegium medicum oprettet, fordi staten ønskede en autoritet på det sundhedsfaglige område. Årsagen skal bl.a. findes i, at der i første halvdel af 1700-tallet var en række epidemier i Danmark, og dels fordi man antog, at en stats styrke blandt andet afhang af dens evne til at forøge sit folketal. Det blev en væsentlig opgave at afværge ulykke, sygdom og hungersnød for derved at sikre befolkningstilvæksten.
Collegium medicum bestod af de Kgl. hof- og livmedici, Københavns Universitets medicinske professorer og Københavns Stadsfysicus med tilforordnede kirurgiske og farmaceutiske assessorer.
Ifølge indledningen til forordningen var hensigten med Collegium Medicum, at "... alt, hvad til Sundheds Pleie og dens bedre Indretning henhører, paa beste Maade og efter beste Vidende og Samvittighed med et eendrægtigt Raad kan iagttages."
I 1700-tallet var jurister enerådende i centraladministrationen, idet de blev betragtet som generalister, der kunne indgå i en hvilken som helst funktion i den offentlige administration. De havde ikke i sinde at afgive kompetencer til andre, og derfor fik Collegium medicum udelukkende en rådgivende funktion. Der opstod desuden gnidninger mellem de forskellige faggrupper i rådet. Det bevirkede, at kirurgerne trak sig ud, og at alle sager, der vedrørte kirurgi, herefter blev henlagt til det nyoprettede Kgl. kirurgiske Akademi fra 1785. På grund af de store uoverensstemmelser besluttede man at nedlægge Collegium medicum, og i maj 1803 oprettedes Sundhedskollegiet i stedet. 